# Giovanni Valentini
Giovanni Valentini (Venecia, 1582-Viena, 1649) fue un organista y compositor italiano.
Tras formarse en la prestigiosa escuela veneciana de Giovanni Gabrieli, en 1614 entró como organista de la corte del archiduque Fernando II en Graz y gracias al aprecio que le dispensaba este príncipe, entre los años 1616 y 1619 pasó a serlo de la corte imperial de Viena. Al morir aquel príncipe, su sucesor Fernando III, le renovó el ambicionado cargo de maestro de capilla, donde también ejerció de profesor; entre sus discípulos estuvo Johann Caspar Kerll.

## Obras publicadas
- Canzoni, libro primo, Venecia, 1609
- Motecta, Venecia, 1611
- Secondo libro de madrigali, Venecia, 1616
- Missae concertatae, Venecia, 1617
- Salmi, hinni, Magnificat, antifone, falsibordone et motetti, Venecia, 1618
- Musiche concertate – con voci, & istromenti a 6, 7, 8, 9, 10, con basso continuo., Venice, 1619[2]
- Musica di camera, libro quarto, Venecia, 1621
- Missae quatuor, Venecia, 1621
- Messa, Magnificat et Jubilate Deo, Viena, 1621
- Musiche a doi voci, Venecia, 1621
- Il quinto libro de madrigali, Venecia, 1625
- Sacri concerti, Venecia, 1625

Adicionalmente, 3 misas, 3 letanías, varias sonatas, numerosas obra sacras y piezas para teclado sobreviven en manuscrito.